# Colonias de Cernícalo Primilla de Alburquerque
Colonias de Cernícalo Primilla de Alburquerque este o arie protejată (arie de protecție specială avifaunistică — SPA) din Spania întinsă pe o suprafață de 23,91 ha, integral pe uscat.

## Localizare
Centrul sitului Colonias de Cernícalo Primilla de Alburquerque este situat la coordonatele 39°13′10″N 7°00′02″W / 39.219444°N 7.000556°V.

## Înființare
Situl Colonias de Cernícalo Primilla de Alburquerque a fost declarat arie de protecție specială avifaunistică în decembrie 2004 pentru a proteja 7 specii de animale.

## Biodiversitate
Situată în ecoregiunea mediteraneană, aria protejată nu include niciun habitat protejat.
La baza desemnării sitului se află mai multe specii protejate de  păsări (7): lăstunul mare (Apus apus), Apus pallidus, barză albă (Ciconia ciconia), lăstun de casă (Delichon urbica), Falco naumanni, mierlă albastră (Monticola solitarius), Prunella collaris.
Pe lângă speciile protejate, pe teritoriul sitului au mai fost identificate 2 specii de păsări.